# Niklas Nordström
Johan Erik Niklas Nordström, född 15 april 1968 i Råneå församling, är en svensk PR-konsult och socialdemokratisk politiker. 

## Biografi
Niklas Nordström växte upp i ett arbetarhem med föräldrar som inte var politiskt aktiva.  Som 15-åring gick han med i SSU Norrbotten. Efter gymnasium genomgick han 1989 Folksams traineeutbildning och var därefter distriktschef  för ett försäljningsdistrikt i Norrbotten.
Åren 1995–1999 var han förbundsordförande i SSU. I april 1999 förlorade han mot Björn Rosengren i valet till ordförande för Socialdemokraternas partidistrikt i Norrbottens län och återupptog samma år sitt arbete vid Folksam. Han grundade 2000 e-demokratiföretaget Votia Empowerment. 
Efter det att han med familj flyttat till Nacka, blev Niklas Nordström oppositionsråd i Nacka kommun 2003–2005. År 2005 anställdes han som marknadsdirektör i KPA Pension för att 2006 bli konsult och delägare i PR-företaget Prime. Niklas Nordström har framträtt i TV i frågor som rör USA och valkampanjer. Han har även suttit i styrelsen för gruvbolaget Dannemora gruvor.
Åren 2001–2005 var Niklas Nordström förbundsordförande för Svenska Basketbollförbundet. Han har även ingått i, eller varit utredare för, statliga utredningar och delegationer, bland andra utredningen om reklamradions framtid 1997–1999 och 24-timmarsdelegationen 2003–2005.
Från 2014 var han kommunalråd i Luleå kommun, och från januari 2018 var han också kommunstyrelsens ordförande. Den 10 oktober 2019 meddelade Nordström att han avgår med omedelbar verkan. Han hade bland annat fått kritik efter att han känt till att en chefstjänsteman köpte konsulttjänster för 1,2 miljoner felaktigt utan att agera. Han stod även anklagad för "olämpligt beteende" mot en kvinna i beroendeställning till honom.
Niklas Nordström är en förespråkare för vikten av tillväxt i samhället, och kom under sin SSU-tid, som präglades av fraktionsstrider, att betraktas som förespråkare för högerfalangen.

## Primegate
Huvudartikel: Primegate
I december 2010 publicerade Aftonbladet uppgiften att PR-byrån Prime, med Niklas Nordström som konsult, haft ett uppdrag av Svenskt Näringsliv i slutet av valrörelsen 2010, vars syfte var att internt påverka socialdemokratin i ett antal frågor. Uppgifterna väckte stor uppmärksamhet och kom att kallas Primegate.